# Carlo Annovazzi
Carlo Annovazzi (Milánó, 1925. május 24. – Milánó, 1980. október 10.) olasz labdarúgó-fedezet.